# Antônio Carlos Cardoso
Antônio Carlos Cardoso (fevereiro de 1889, Rio de Janeiro -) foi um engenheiro e professor universitário brasileiro. Participou ativamente da Revolução Constitucionalista de 1932.

## Atividades acadêmicas
Formado pela Escola Politécnica de São Paulo, recebeu o seu diploma de engenheiro eletricista em 1918. Em 1922 foi professor substituto de Física Experimental da mesma Universidade, aonde assumiu a catedra de Eletrotécnica em 1936.

## Trabalhos
Participou dos estudos da eletrificação da Estrada de Ferro Sorocabana. Atuou no Instituto de Pesquisas Tecnológicas (IPT). Participou dos estudos no ano de 1943 para construção do Metrô de São Paulo.

## Premiações
Entre outros títulos, recebeu de Isabel II do Reino Unido a comenda de Officer of the Most Excellent Order of the British Empire. Em 1964, recebeu o título de Professor Emérito da Escola Politécnica de São Paulo.